# Railroad Commission of Texas

Logo der Railroad Commission of Texas

Die Railroad Commission of Texas (englisch, „Eisenbahnkommission von Texas“, abgekürzt RRC) ist die Regulierungsbehörde des US-amerikanischen Bundesstaates Texas für die Erdöl-, Erdgas-, Kohle- und Uranindustrie. 
Ihrem Namen zum Trotz reguliert die RRC heute keine Eisenbahnen mehr. Ihre letzten Zuständigkeiten auf diesem Gebiet wurden im Jahr 2005 auf andere Behörden übertragen. Dennoch sind Gesetzesinitiativen zur Änderung ihres Namens bislang gescheitert.

## Geschichte
Die Behörde wurde 1891 gegründet, um die texanischen Eisenbahnen zu regulieren. Im Lauf der Jahrzehnte wurden ihr weitere Zuständigkeiten für andere Wirtschaftssektoren zugewiesen. Von besonderer volkswirtschaftlicher Bedeutung war dabei die 1916 beginnende und in den folgenden Jahren schrittweise ausgeweitete Zuständigkeit für den Erdölsektor. Auf diesem Gebiet besitzt die RRC u. a. die Befugnis, Produktionsquoten für einzelne Ölquellen festzulegen (sog. proration), was sie erstmals 1930 tat. Wegen des großen Anteils von Texas an der amerikanischen und weltweiten Ölförderung bis etwa 1970 konnte die RRC in diesem Zeitraum erheblichen Einfluss auf die internationale Ölproduktion nehmen und die Weltmarktpreise praktisch im Alleingang festsetzen. Das internationale Ölkartell OPEC, das in den 1970er Jahren diese Führungsrolle übernahm, wurde insbesondere in Hinblick auf den Produktionsquotenmechanismus nach dem Vorbild der RRC gestaltet.

## Zusammensetzung
Die Kommission besteht aus drei Mitgliedern („Commissioners“), die unmittelbar von der texanischen Bevölkerung auf jeweils sechs Jahre gewählt werden, wobei die Amtszeiten so gegeneinander versetzt sind, dass alle zwei Jahre ein Mitglied gewählt wird. Die Commissioners werden von einem Mitarbeiterstab unterstützt. Die Behörde hat ihren Hauptsitz in der texanischen Hauptstadt Austin und daneben einige Außenstellen („district offices“) in verschiedenen Städten des Staates.